# 日吉辰哉
日吉 辰哉（ひよし たつや、1976年4月11日 -　）は、競技麻雀のプロ雀士。日本プロ麻雀連盟所属。連盟内での段位は六段。
競技麻雀プロ・麻雀教室講師としての活動の他、様々な麻雀番組で実況を担当し、2019年からMリーグの公式実況を担当している。

## 経歴
静岡県出身。高校1年の時に麻雀に接するようになる。浜松大学（現常葉大学）経営情報学部を卒業後はサラリーマンをしていたが、日々の生活に疲れて会社を辞め、26歳の時に日本プロ麻雀連盟（以下、「連盟」）のプロテストを受験しプロ雀士となる。
日吉が静岡から上京した直後の2013年10月、連盟は「夏目坂スタジオ」を開設し、配信が増加したため、新たな実況者を探していた。スタッフとしても働く連盟所属プロ・古橋崇志（日吉と同郷）が、連盟静岡支部で司会をすることがあった日吉を勧誘し、実況を始めた。当時、連盟における実況第一人者は勝又健志であったが、勝又が連盟リーグ戦最高位である鳳凰位を獲得したのを契機として実況担当を外れたため、日吉が多くの配信で実況を担当するようになった。
Mリーグ発足2年目の2019-20シーズンから公式実況に就任。
2020年12月、声帯の不調の原因となっていた膿疱を切除する手術を行い、手術後1ヶ月間休養した。
2022年4月26日より麻雀格闘俱楽部Extremeに出演。

## 麻雀実況について
他の麻雀実況担当者が主に淡々と状況説明に徹するのに対し、日吉は独特の表現を駆使した熱量の多い実況スタイルで知られ、人気を博している。当初は「うるさい」「ふざけているのか」というコメントも多かったというが、日吉自身は実況者として「ザッピングをしている視聴者の目を止めること」を重視しており、敢えて麻雀に精通した者向けではなく「麻雀を知らない人がなんとなくみたときに、興味を持ってもらえるトーク」を意識しているという。
ただし、時として「もはや何を言っているのかわからないときもある」とさえ称されるそのスタイルには賛否両論がある。
- Mリーガーでもある俳優の萩原聖人は日吉の実況スタイルについて「ある意味天才」「僕は大好きですね」としながらも、時折入る静岡訛りと自分（の感情）が入りすぎる状況を指して「プロの実況者としては足りない部分がある」と指摘している[10]。
- 「風」に代表されるようなアナログ（オカルト）的なコメントを多用するが、デジタル派の代表格でもある小林剛は「やり過ぎな気がしている」「日吉さんの麻雀観が出すぎている」という否定的意見を述べ、対談した鈴木たろうもこの意見に同意している[11]。
- 日吉が実況を始めてしばらく経った頃、「（配信実況の中で）ちゃんとした麻雀の技術を伝えること」が大切だと考える連盟の森山茂和会長が日吉と古橋の実況について「大げさすぎる」と苦言を呈したことがある[12]。

なお、日吉自身はこういった意見を踏まえ、自著の中で「実況の最優先事項は視聴者の感じる『楽しい!』であるべきで、そのためならば、ときに公正さを欠く実況や、選手の思惑とは異なった表現の実況をするかもしれない」と述べている。

## 人物
- 好きな役は四暗刻[3]。
- 幼なじみの仲間がK-1の選手になったことがきっかけで総合格闘技「PRIDE」のファン[3]。

## 著書
- 「ヒヨシの超実況 これが麻雀実況者の生きる道」（2023年 KADOKAWA）ISBN 978-4046064714[14]

## 出演

### ウェブテレビ
- Mリーグ公式実況（2019年シーズンから、AbemaTV）[3]
- 麻雀最強戦（2020年から、AbemaTV）
- 新春オールスター麻雀大会（2020年から、AbemaTV）
- ALL STAR League （AbemaTV）

### ラジオ
- 麻雀普及委員会 Root for M League（2020年10月から、Lucky FM） - 安藤銀一と

### CM
- dataX「b→dash」Mリーグ実況篇（2021年）- 霜降り明星と共演